# Acidovorax
Acidovorax ist eine Gattung von Bakterien. Die einzelnen Arten sind von Interesse für chemische Anwendungen. So könnte z. B. die Art Acidovorax delafieldii (früher Pseudomonas delufeldii) für den Umgang mit Atommüll genutzt werden. Andere Arten sind wichtige Pflanzenschädlinge.

## Merkmale
Die Zellen sind meist stäbchenförmig oder leicht gekrümmt. Sie sind polar oder peritrich (rund um die Zelle) begeißelt. Der Gram-Test fällt negativ aus.

## Stoffwechsel und Wachstum
Die einzelnen Arten sind aerob, d. h. sie benötigen Sauerstoff. Der Stoffwechsel ist in der Regel chemoorganotroph mit Sauerstoff als terminalen Akzeptor, wie es auch bei Menschen der Fall ist. Einige Stämme sind fähig, Wasserstoff zu oxidieren; andere Stämme sind fähig, unter Ausschluss von Sauerstoff (anaerob) Nitratatmung zu betreiben. Zu letzteren zählen z. B. Stämme von Acidovorax delafieldii und Acidovorax caeni. Zu den Wasserstoffoxidierer zählen Stämme von Acidovorax delafieldii und A. facilis. Wasserstoff (H2) wird hierbei in H+ Protonen und Elektronen gespalten. Es wird ein Elektronentransport erzeugt und eine protonenmotorische Kraft gebildet, welche letztendlich für die Bildung von ATP genutzt wird. Sie nutzen somit die Oxidation von Wasserstoff als Energiequelle (Knallgasreaktion) und sind chemolithoautotroph. Bei A. facilis wurden hierzu in der Membran fixierte Hydrogenase-Enzyme nachgewiesen. Die Art Acidovorax ebreus kann Eisen oxidieren und somit als Elektronendonor nutzen. Es benötigt hierbei noch Acetat als Kohlenstoffquelle, es ist somit als mixotroph anzusehen. Von Acidovorax ebreus wurde der Stamm TPSY vollständig sequenziert. Hierbei wurde auch festgestellt, dass keine bekannten Gene vorhanden sind, die ein lithoautotrophes Wachstum (also vollkommen ohne organische Stoffe auskommend) ermöglichen.

## Systematik
Die Gattung Acidovorax wurde 1990 aufgrund von genetischen Untersuchungen neu geschaffen. Hierbei wurden zwei Arten der Gattung Pseudomonas in die neu gebildete Gattung übertragen: Pseudomonas delafieldii und P. facilis. Pseudomonas pseudoalcaligenes subsp. konjaci wurde 1992 als Acidovora konjaci der Gattung hinzugefügt. Im Dezember 2022 wurde aufgrund genetischer Untersuchungen vorgeschlagen, einige Acidovorax-Arten in die neu geschaffenen Gattungen Paracidovorax und Paenacidovorax aufzuteilen. Außerdem wurde vorgeschlagen, Acidovorax antarcticus als Comamonas antarctica neu zu klassifizieren.
Im Oktober 2023 wurden ca. 20 Arten innerhalb der Gattung Acidovorax geführt.
Es folgt eine Liste einiger Arten:
- Acidovorax avenae (Manns 1909) Willems et al. 1992
- Acidovorax anthurii Gardan et al. 2000
- Acidovorax caeni Heylen et al. 2008
- Acidovorax cattleyae (Pavarino 1911) Schaad et al. 2009
- Acidovorax citrulli (Schaad et al. 1978) Schaad et al. 2009
- Acidovorax defluvii Schulze et al. 1999
- Acidovorax delafieldii (Davis 1970) Willems et al. 1990
- Acidovorax facilis (Schatz and Bovell 1952) Willems et al. 1990
- Acidovorax kalamii Pal et al. 2018
- Acidovorax oryzae Schaad et al. 2009
- Acidovorax radicis Li et al. 2011
- Acidovorax temperans Willems et al. 1990
- Acidovorax wautersii Vaneechoutte et al. 2013

## Ökologie

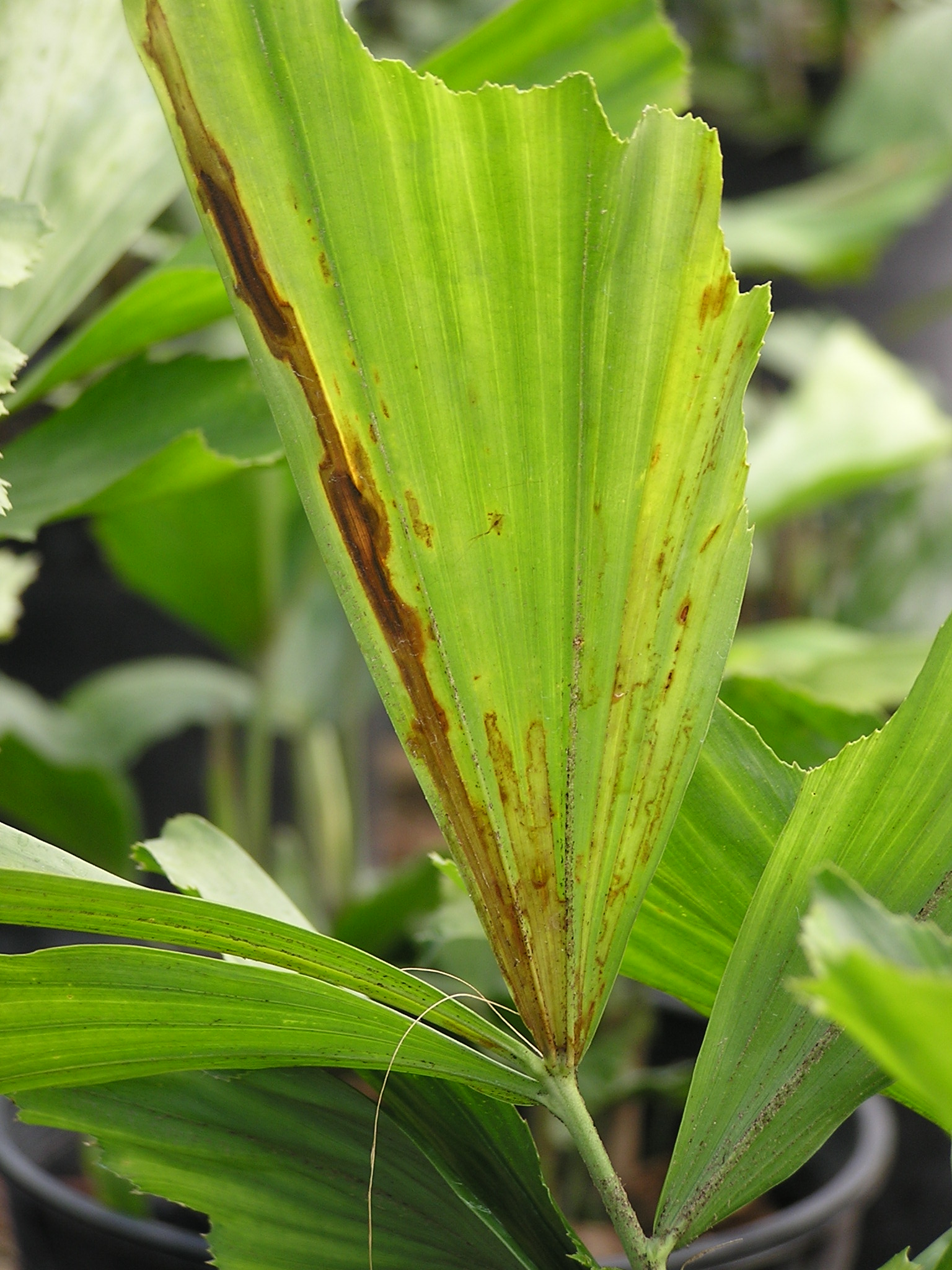
Bakterielle Blattfäule der Fischschwanzpalme, verursacht durch Acidovorax avenae

Einige Arten kommen frei in Böden oder Wasser vor, andere sind Pflanzenschädlinge (phytopathogen). Zu letzteren zählen z. B.: Acidovorax anthurii, Acidovorax avenae, Acidovorax cattleyae, Acidovorax citrulli und Acidovorax konjaci. A. avenae (früher A. avenae subsp. avenae) ist ein bedeutender Krankheitserreger von Süßgräsern, u. a. Reis. A. citrulli (Syn.: A. avenae subsp. citrulli) ist ein wichtiger Krankheitserreger von Kürbisgewächsen, insbesondere von Wassermelonen, und ist wohl einer der wichtigsten Schädlinge der Gattung. A. cattleyae (A. avenae subsp. citrulli) verursacht Krankheiten von Orchideen. A. konjaci verursacht eine Krankheit der Teufelszunge (Amorphophallus konjac).

## Mögliche Nutzung
Acidovorax-Stämme, die im Boden und im Wasser vorkommen, sind in der Lage, einige vom Menschen hergestellte Polyester biologisch abzubauen. Acidovorax facilis und Acidovorax delafieldii sind beispielsweise in der Lage PHBV, Poly(3-hydroxybutansäure-co-3-hydroxyvaleriansäure), abzubauen.
Einige phytopathogene Acidovorax-Arten besitzen antibakterielle und antimykotische Eigenschaften, wie z. B. Acidovorax avenae und Acidovorax cattleyae, die eine biologische Schädlingsbekämpfung gegen Rhodotorula mucilaginosa ermöglichen könnten.
Ein verändertes Nitrilase-Enzym von A. facilis könnte für die Herstellung von Gabapentin, ein Mittel gegen Epilepsie, genutzt werden.
Acidovorax facilis könnte für die Reinigung von mit Uran angereicherten Böden dienen. Ein Stamm wurde aus Wasser in der Nähe eines Gebietes, das früher zum Uranabbau genutzt wurde isoliert. Untersuchungen ergaben, das Uran auf der äußeren Zellmembran und im Cytoplasma gebunden wurde. Dies könnte man zur Entfernung des Urans aus Abwasser nutzen. Auch Acidovorax delafieldii wäre hierfür anwendbar.